# Srednjesibirsko višavje
Srednjesibirsko višavje (rusko Среднесибирское плоскогорье, latinizirano: Srednesibirskoje ploskogorje; jakutsko Орто Сибиир хаптал хайалаах сирэ) je obsežno gorato območje v Sibiriji, eni od velikih ruskih pokrajin.

## Geografija
Višavje zaseda velik del osrednje Sibirije med Jenisejem in Leno. Leži na Sibirski platformi in obsega več kot 3.500.000 km² med Jenisejem na zahodu in Osrednjim jakutskim nižavjem na vzhodu. Na jugu meji na gorovje Altaj, hrbet Salair in Kuznetsk Allatau, gorovje Sajan in druge gore Tuve, pa tudi na Severno bajkalsko višavje in Bajkalsko gorovje. Na severu višavje meji na Severno siirsko nižavje, na vzhodu pa Osrednje jakutsko nižavje in Lensko višavje.
Površina Srednjesibirskega višavja je prekrita s širokimi planotami in slemeni, od katerih so nekatera ostro razbrazdana. Srednjesibirsko višavje pokriva tretjino Sibirije.
Podnebje je celinsko s kratkimi toplimi poletji in dolgimi ter hudo mrzlimi zimami. Večino območja pokrivajo iglasti gozdovi (zlasti macesen je v izobilju). Največja reka višavja je Spodnja Tunguska. Geološko je to območje znano kot sibirske trape in je zelo bogato z mineralnimi viri, kot so premog, železova ruda, zlato, platina, diamanti in zemeljski plin.